# Gastrotheca fulvorufa
Espèce
Synonymes
- Nototrema fulvorufa Andersson, 1911
- Hyla parkeri De Witte, 1930 nec Gaige, 1929
- Hyla parkeriana De Witte, 1930

Statut de conservation UICN

 DD  : Données insuffisantes
Gastrotheca fulvorufa est une espèce d'amphibiens de la famille des Hemiphractidae.

## Répartition
Cette espèce est endémique du Brésil. Elle se rencontre dans les États de Rio de Janeiro et de São Paulo entre 2 000 et 2 700 m d'altitude dans la serra do Mar.

## Description
La femelle holotype mesure 68 mm.

## Publication originale
- Andersson, 1911 : A new Leptodactylus and a new Nototrema from Brazil. Arkiv for Zoologi, vol. 7, no 1, p. 1-6 (texte intégral).